# 伊藤勳 (英文学者)
伊藤勳（いとう いさお、1949年9月19日 - ）は、英文学者、詩人、元・愛知大学教授。
岐阜県生まれ。明治学院大学大学院修士課程修了。2000年愛知大学経済学部教授。2003年愛知大学大学院文学研究科教授。2009年『加藤郁乎新論』で加藤郁乎賞受賞。ウォルター・ペイターなど、イギリス耽美主義文学を専門とする。2020年愛知大学を定年退職。

## 著書

### 詩集
- 『流光』檸檬社 1981
- 『一元の音』花神社 1991
- 『風紋』書肆山田 2006
- 『虚明』書肆山田 2020

### 評論
- 『ペイタア 美の探求』永田書房 1986
- 『ペイタリアン 西脇順三郎』小沢書店 1999
- 『ワイルドとペイター』沖積舎 2001。アーサー・シモンズ編訳も収録
- 『加藤郁乎新論』沖積舎 2009
- 『英国唯美主義と日本』論創社 2017
- 『ペイター藝術とその変容 ワイルドそして西脇順三郞』論創社 2019
- 『谿聲山花』論創社 2021。随筆・評論集

### 翻訳
- A.C.ベンソン『ウォルター・ペイター』沖積舎 2003
- 『加藤郁乎英訳百句選 100 Selected Haiku of Kato Ikuya』編著訳 沖積舎 2011
- ダンテ・ゲイブリエル・ロセッティ『いのちの家』書肆山田 2012
- 『Kato Ikuya's Haiku with Codrescu's Haiga』編著訳 論創社 2015
  - 『加藤郁乎俳句とイオン・コッドレスク俳画』イオン・コッドレスクの俳画・自註の英訳